# Ivașcenko, Sverdlovsk
Ivașcenko (în ucraineană Іващенко) este un sat în comuna Matviivka din raionul Sverdlovsk, regiunea Luhansk, Ucraina.

## Demografie
Componența lingvistică a localității Ivașcenko
     Ucraineană (73,23%)
     Rusă (15,66%)
Conform recensământului din 2001, majoritatea populației localității Ivașcenko era vorbitoare de ucraineană (73,23%), existând în minoritate și vorbitori de rusă (15,66%) și armeană (1,01%).